# Souris (aéronautique)
Pour les articles homonymes, voir Souris (homonymie).

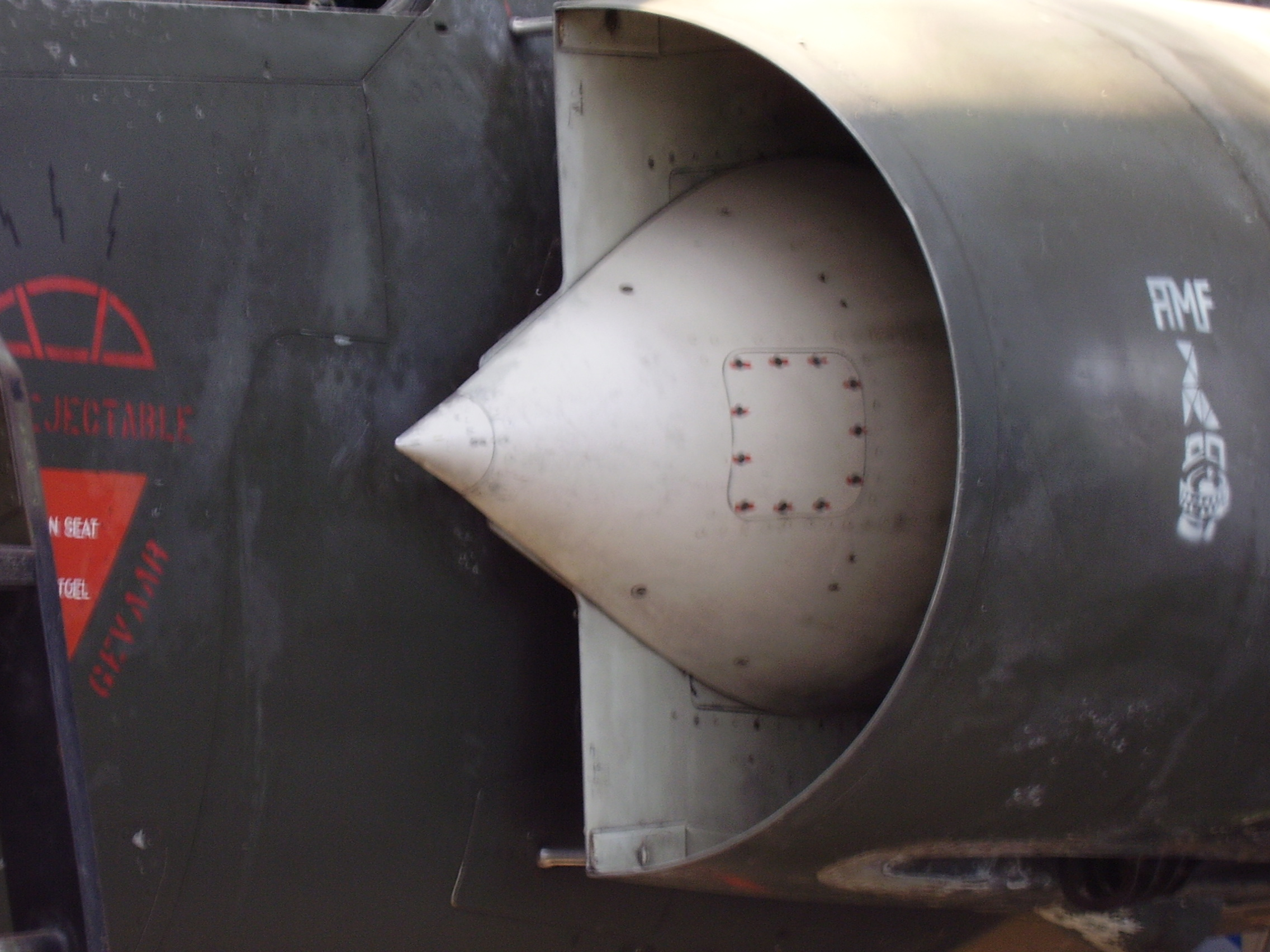
Souris du Mirage III (en blanc)

Les souris sont des parties mobiles situées dans les entrées d'air de certains avions. Ce système a été mis au point initialement aux États-Unis pour le Lockheed F-104 Starfighter, en 1956. Il a été repris à partir de 1957 par Dassault Aviation pour le Mirage III et le Mirage 2000 (fixes sur les versions D et N).
En déplaçant ces parties mobiles vers l'avant ou vers l'arrière, il est possible de modifier la position de l'onde de choc par rapport à l'entrée d'air et d'éviter ainsi de perturber le flux destiné au réacteur. Cette régulation est nécessaire au-dessus d'une vitesse de Mach 1,5.
Le surnom français de ce système de cône mobile vient de la forme du carénage mobile qui rappelle la tête d'une souris qui entre ou sort de son trou.